# Warbleton
Warbleton est une paroisse civile anglaise située dans le comté du Sussex de l'Est. En 2007, sa population était de 1 262 habitants.

## Traduction
- (en) Cet article est partiellement ou en totalité issu de l’article de Wikipédia en anglais intitulé « Warbleton » (voir la liste des auteurs).